# Боскето (Кремона)
Боскето је насеље у Италији у округу Кремона, региону Ломбардија.
Према процени из 2011. у насељу је живело 1768 становника. Насеље се налази на надморској висини од 48 м.